# Colori e simboli degli Urawa Red Diamonds
La pagina riporta i simboli degli Urawa Red Diamonds, squadra di calcio giapponese con sede a Saitama.

## Nome
Il nome della squadra simbolizza la forza dei giocatori e il supporto del pubblico: creata ispirandosi ad una locuzione che, sin dal periodo dilettantistico, era utilizzata dal pubblico per indicare la squadra, questa denominazione è stata adottata nel gennaio 1996, in sostituzione di Mitsubishi Urawa Football Club, adottata in occasione del passaggio della squadra al professionismo.

## Colori
Fino al giugno 1978, i colori della squadra sono stati blu e bianco: successivamente, il blu è stato definitivamente sostituito dal rosso, colore del simbolo della Mitsubishi. In seguito all'acquisizione dello status di squadra professionistica avvenuto nel 1992, ai colori già esistenti fu aggiunto il nero.

## La divisa

### Prima divisa
Le divise utilizzate negli incontri casalinghi degli Urawa Red Diamonds sono costituite da maglia rossa con risvolti bianchi e neri, calzoncini bianchi e calzettoni neri.

#### Storia
Nei primi anni in cui la squadra partecipò alla Japan Soccer League, le divise erano bianche con bordi di colore blu. Successivamente, il blu è divenuto il colore dominante sino alla metà della stagione 1978, quando furono adottate delle divise costituite da maglia rossa con inserti bianchi e blu, calzoncini bianchi e calzettoni rossi. Per più di dieci stagioni, questa divisa non ha mai subito rilevanti modifiche fin quando, con la ricostituzione della società in club professionistico, si iniziò ad adottare delle divise che, pur mantenendo l'impostazione dei colori invariata (ad eccezione dei calzettoni, che già nel corso della stagione 1991-92 erano divenuti di colore nero), vedranno di anno in anno variare il motivo ornamentale.

#### Evoluzione della prima divisa
| 1965 | 1969 | 1978 | 1986 | 1987 | 1991 | 1992 |

| 1993–1994 | 1995–1996 | 1997 | 1998 | 1999–2000 | 2001–2002 | 2003 | 2004 |

| 2005 | 2006 | 2007 | 2008 | 2009 | 2010 |  |

| 2011 | 2012 | 2013 | 2014 | 2015 | 2016 | 2017 | 2018 |  |

| 2019 | 2020 | 2021 | 2022 | 2023 | 2024– |

### Seconda divisa
La divisa da trasferta degli Urawa Red Diamonds è bianco, ad eccezione dei calzoncini di colore nero.

#### Storia
La prima versione della divisa per le gare esterne, introdotta negli anni settanta, era interamente bianca salvo i calzoncini di colore blu. In occasione del passaggio al professionismo fu inizialmente adottata una divisa caratterizzata da una maglia di colore celeste, successivamente sostituita da una interamente bianca le cui variazioni stilistiche erano limitate ai motivi ornamentali. Per la sola stagione 2012 venne utilizzata una divisa interamente nera, decorata da un motivo blu.

#### Evoluzione della seconda divisa
| 1976 | 1994 | 1995-2005 | 2003-2009 | 2011 | 2012 |

## Stemma

Fino al 1992, il simbolo della Mitsubishi ha fatto parte del logo della squadra.

### Storia
Nel periodo in cui la squadra era affiliata alla divisione motori Mitsubishi, il simbolo ufficiale era il logo dell'omonima keiretsu racchiuso in un cerchio sul cui perimetro era disposta la dicitura Mitsubishi Football Club. In seguito all'acquisizione da parte del club dello status di squadra professionistica, il simbolo è divenuto di forma romboidale (simbolizzante l'unione come punto di forza della squadra), all'interno del quale vi erano racchiusa la dicitura Mitsubishi Urawa e una serie di linee spezzate che andavano a comporre la scritta FC. A partire dal febbraio 2001 venne adottato un nuovo stemma, che vedeva un rombo di colore rosso sormontare uno scudo dai colori rosso, bianco e nero: al centro di esso vi è un pallone (simboleggiante l'entusiasmo del pubblico e di tutti coloro che praticano il calcio) e, nella parte più bassa, due rose di Sakuraso (stemmi della prefettura di Saitama). Lo scudo è inoltre sormontato da un disegno della facciata del Saitama Elite Teacher Training College, punto di partenza storico del calcio nella prefettura di Saitama.